# Маруун Файв
 Тази статия е за групата от Лос Анджелис.  За групата от Нордхаузен вижте Маруун.  
„Маруун Файв“ (на английски: Maroon 5) е американска поп-рок група от Лос Анджелис, Калифорния, съставена от петима музиканти: Адам Лавин (вокал, китара), Джеймс Валънтайн (китара, беквокал), Джеси Кармайкъл (клавирни, беквокал), Мики Мейдън (бас китара, беквокал) и Мат Флин (барабани). Те са носители на три награди Грами като най-успешните им хитове са This Love, She Will Be Loved, Makes Me Wonder и Animals
Групата печели няколко награди за дебютния си албум Songs About Jane, който е пуснат за продажба през юни 2002.
На 20 септември 2005, Maroon 5 издават албумът Live - Friday The 13th, който е записан на живо на 13 май 2005 година по време на концерт в Санта Барбара, Калифорния. През септември 2006 барабанистът Райън Дюсик напуска заради травма и е заменен за постоянно от Мат Флин.
Вторият студиен албум на Maroon 5 – It Won't Be Soon Before Long – е издаден през май 2007 като първият сингъл от него е песента Makes Me Wonder. Албумът дебютира на #1 в класацията за албуми Billboard 200 в САЩ с продажби за първата седмица на 429 484 копия.

## История

### Kara's Flowers
Четирима от членовете на Maroon 5 се запознават докато учат заедно в прогимназията в Лос Анджелис. Докато посещават училището Брентуд, Адам Лавин и Джеси Кармайкъл се сприятеляват с Мики Мейдън и Райън Дюсик и формират групата Kara's Flowers. Първият им ангажимент е в бара „Whisky a Go Go“ в Западен Холивуд на 16 септември 1995. По това време Адам Лавин пее с нисък „гръндж“ глас, за разлика от високо поставения му глас, с който е познат сега.
Групата подписва с Reprise Records докато още са в гимназията и издават единствения си албум The Fourth World в средата на 1997 година, точно когато трима от четирите члена на групата се готвят за дипломиране (Райън Дюсик завършва по това време втората си година в UCLA). Изготвят видео към дебютната песен Soap Disco, което обаче не пожънва успех по MTV, а албумът не успява да стане комерсиален, въпреки турнетата с Reel Big Fish и Goldfinger (Повечето от копията на The Fourth World са продадени след създаването на Maroon 5 и издаването на първия им албум Songs About Jane).
След това четирите момчета се разделят с Reprise Records и започват да учат в различни колежи. Те откриват нови музикални стилове и развиват любовта си към мотоун, поп, ритъм енд блус, соул, което оказва влияние на стила и звученето на Maroon 5. Четиримата от Kara's Flowers продължават да поддържат връзка и започват да свирят отново заедно през 2001. Джеси Кармайкъл се премества от китара на клавирни, така че се появява нужда от още един китарист. Джеймс Валънтайн, преди това участващ в групата Square, се присъединява към тях, за да запълни тази дупка.

### Формиране
Когато Валънтайн се присъединява към Kara's Flowers през 2001, групата взима името Maroon, което след няколко месеца е променено на Maroon 5. Групата поема еднократни ангажименти в Ню Йорк и Лос Анджелис. В интервю за VH1 Лавин говори за влиянието на промеждутъчния период върху новия стил на групата:
| „ | През времето между сключването на договорите с музикалните компании аз прекарах много време в Ню Йорк, където ми беше разкрита градската и хип-хоп културата по начин, по който никога не ми се беше случвало в Лос Анджелис. Разкри ми се напълно нов вид музика, който оказа дълбоко влияние върху писането ми на песни. | “ |

Maroon 5 подписват с Octone Records, независима звукозаписна компания в Ню Йорк, с разпространители BMG и споразумение за развиване на изпълнители с J Records на Клайв Дейвис. Също така подписват и сделка за световно музикално разпространение с BMG Music Publishing.

### Songs About Jane
Групата записва своя дебютен албум Songs About Jane при Rumbo Recorders в Лос Анджелис с продуцент Мат Уолас, който също така е продуцирал Фейт Ноу Мор, Train, Blues Traveler, Kyle Riabko и Third Eye Blind. По-голямата част от материала, който се появява в този албум на Maroon 5 е вдъхновена от буйната връзка на Лавин с бившата му приятелка, Джейн (на английски – Jane). „Ние се разделяхме, когато групата влизаше в студиото“, обяснява той. „След съставянето на списъка с песните, ние решихме да кръстим албума Songs About Jane (в превод – Песни за Джейн) защото звучеше като най-честното изказване, което можехме да дадем със заглавието“.
Първият сингъл Harder to Breathe бавно започва да се изкачва в класациите, което дава тласък на продажбите на албума. През март 2004 албумът достига до Топ 20 на класацията „Billboard 200“, a Harder to Breathe се издига до Топ 20 в класацията за сингли „Billboard Hot 100 Singles“. Албумът достига най-високата си позиция – #6 – в „Billboard 200“ през август 2004, 26 месеца след издаването му. Това се превръща в най-дългия период между издаването на албум и първото му появяване в Топ 10, след въвеждането на резултатите SoundScan към класацията Billboard 200 през 1991.
Songs About Jane достига Топ 10 в австралийската класация за албуми, в същото време Harder to Breathe влиза в Топ 20 на класацията за сингли във Великобритания и в Топ 40 в Австралия и Нова Зеландия. Албумът в края на краищата достига до номер 1 във Великобритания и Австралия. Вторият сингъл This Love също така достига до Топ 10 във САЩ и Австралия, а във Великобритания и Холандия влиза в Топ 3. Третият сингъл She Will Be Loved достига Топ 5 както във Великобритания, така и в САЩ и става номер 1 в Австралия. Четвъртият сингъл Sunday Morning влиза в Топ 40 в САЩ, Великобритания и Австралия.

### Турнета
След издаването на албума в средата на 2002, Maroon 5 започват постоянно да организират турнета. През това време групата прави турнета с Мишел Бранч, Ника Коста и Ванеса Карлтън. През ранното лято на 2003 те правят турнета с Греам Колтън, Джон Майер и Counting Crows. През август 2005 групата прави турне с Ролинг Стоунс.
Други изпълнители, с които правят турнета включват Гавин Де Гроу, Matchbox Twenty, Sugar Ray, Phantom Planet, Big City Rock, The Like, Саймън Дейвс, Джейсън Мраз, The Thrills, Thirsty Merc, Марк Броусард, The Donnas, The RedWest и Guster. Maroon 5 също така взимат участие в Live 8 във Филаделфия през 2005. Тяхното изпълнение включва и кавър на песента на Нийл Йънг Rockin' In The Free World. На 13 май 2005 в Санта Барбара, Калифорния, те са главните изпълнители на Honda Civic Tour.
През годините на турнета с групата, перкусионистът и беквокал Райън Дюсик има проблеми с ръцете и на част от турнетата той не е способен да свири на барабани. Още по време на ранните турнета на групата той прави първата си пауза, като е заменен от Риланд Стийн за няколко шоу програми. Той се завръща за следващото турне, но е принуден да направи още една почивка. Тогава той е заменен отново за няколко излизания на сцената от Джош Дей, докато Дюсик премине тестове, които да покажат причината за болките му. След девет месеца Мат Флин, бившият барабанист на Гавин Де Гроу, поема позицията първоначално като временен заместник, но Дюсик официално напуска Maroon 5 през септември 2006 и Флин го замества за постоянно. Информацията за напускането на Дюсик се появява в официалната интернет страница на групата на 12 септември 2006. Все пак след напускането си Райън Дюсик не се разделя напълно с групата, той взима участие в новия албум It Won't Be Soon Before Long (2007) като музикален директор.

### It Won't Be Soon Before Long
На 22 май 2007 излиза вторият албум на групата It Won't Be Soon Before Long. Според Лавин, продължението на Songs About Jane ще бъде „по-секси и по-силно“, повлияно от иконите на 80-те години Принс, Shabba Ranks, Майкъл Джексън and Talking Heads. Още преди издаването си, It Won't Be Soon Before Long е номер 1 в продажбите на албуми по iTunes с повече от 50 000 дигитални предварителни продажби. 
Първият сингъл, Makes Me Wonder, е пуснат на 27 март 2007. Изготвянето на клипа е показано в предаването на телевизия MTV Total Request Live, а видеото се появява за пръв път на 29 март 2007, отново в същото предаване. Песента достига номер 1 в „Billboard Hot 100“ в САЩ, като прави най-големият скок в историята на Billboard – от номер 64. Песента достига до номер 1 и в още две класации на списанието – „Pop 100“ и „Billboards Hot Digital Songs“, както и в Световната класация („United World Chart“). Вторият сингъл от албума, Wake Up Call, излиза в радио ефира на 17 юли 2007, а световната премиера на видеоклипа е на 31 юли.

## Дискография

### Сингли

#### Класации
Най-високи позиции на синглите в класациите.
| Издаден | Име                                                   | От албум                     | Позиция в класациите | Позиция в класациите | Позиция в класациите | Позиция в класациите | Позиция в класациите | Позиция в класациите | Позиция в класациите |
| Издаден | Име                                                   | От албум                     | Свят                 | Европа               | BG                   | USA                  | UK                   | AUS                  | GER                  |
| ------- | ----------------------------------------------------- | ---------------------------- | -------------------- | -------------------- | -------------------- | -------------------- | -------------------- | -------------------- | -------------------- |
| 2003    | „Harder to Breathe“                                   | Songs About Jane             | —                    | 47                   | —                    | 18                   | 13                   | 37                   | 79                   |
| 2004    | „This Love“                                           | Songs About Jane             | 1(10)                | 7                    | —                    | 5                    | 3                    | 8                    | 5                    |
| 2004    | „She Will Be Loved“                                   | Songs About Jane             | 1(3)                 | 8                    | —                    | 5                    | 4                    | 1(5)                 | 25                   |
| 2004    | „Sunday Morning“                                      | Songs About Jane             | 13                   | 51                   | —                    | 31                   | 27                   | 27                   | 83                   |
| 2005    | „Must Get Out“                                        | Songs About Jane             | —                    | 167                  | —                    | —                    | 39                   | —                    | —                    |
| 2007    | „Makes Me Wonder“                                     | It Won't Be Soon Before Long | 1(2)                 | 5                    | 23                   | 1(3)                 | 2                    | 6                    | 11                   |
| 2007    | „Wake Up Call“                                        | It Won't Be Soon Before Long | 11                   | 47                   | —                    | 19                   | 33                   | 19                   | 41                   |
| 2007    | „Won't Go Home Without You“                           | It Won't Be Soon Before Long | 12                   | 35                   | 33                   | 48                   | 44                   | 7                    | 11                   |
| 2008    | „If I Never See Your Face Again“2 (featuring Rihanna) | It Won't Be Soon Before Long | 27                   | 75                   | 3                    | 51                   | 28                   | 11                   | —                    |
| 2009    | „Goodnight Goodnight“2                                | It Won't Be Soon Before Long | —                    | —                    | —                    | —                    | —                    | —                    | —                    |
|         | Общ брой сингли номер едно                            |                              | 3                    | —                    | —                    | 1                    | —                    | 1                    | —                    |
|         | Общ брой сингли в топ пет                             |                              | 3                    | 1                    | 1                    | 3                    | 3                    | 1                    | 1                    |

- 2Възможни са промени

## Награди
Основна статия: Награди и номинации на Maroon 5
| Година | Събитие                            | Награда                                           | Песен/Албум                                              |
| ------ | ---------------------------------- | ------------------------------------------------- | -------------------------------------------------------- |
| 2008   | Награди „Грами“                    | Най-добро поп изпълнение на дуо или група с вокал | Makes Me Wonder (от албума It Won't Be Soon Before Long) |
| 2006   | Награди „Грами“                    | Най-добро поп изпълнение на дуо или група с вокал | This Love (от албума Songs About Jane)                   |
| 2005   | Награди „Грами“                    | Най-добър нов изпълнител                          |                                                          |
| 2005   | Наградите на радио NRJ             | Интернационален пробив                            |                                                          |
| 2005   | Наградите на радио NRJ             | Най-добра интернационална песен                   | This Love (от албума Songs About Jane)                   |
| 2005   | Groovevolt Music and Fashion Award | Най-добра съвместна работа, дуо или група         | She Will Be Loved (от албума Songs About Jane)           |
| 2004   | MTV Video Music Award              | Най-добър нов изпълнител                          | This Love (от албума Songs About Jane)                   |
| 2004   | Европейските награди на MTV        | Най-добър дебют                                   |                                                          |
| 2004   | Световни Музикални Награди         | Световна най-добра нова група                     |                                                          |
| 2004   | Billboard Музикални Награди        | Digital Artist of the Year                        |                                                          |
| 2004   | New Music Weekly Награди           | Група/дуо на годината                             |                                                          |